# Ópera bufa

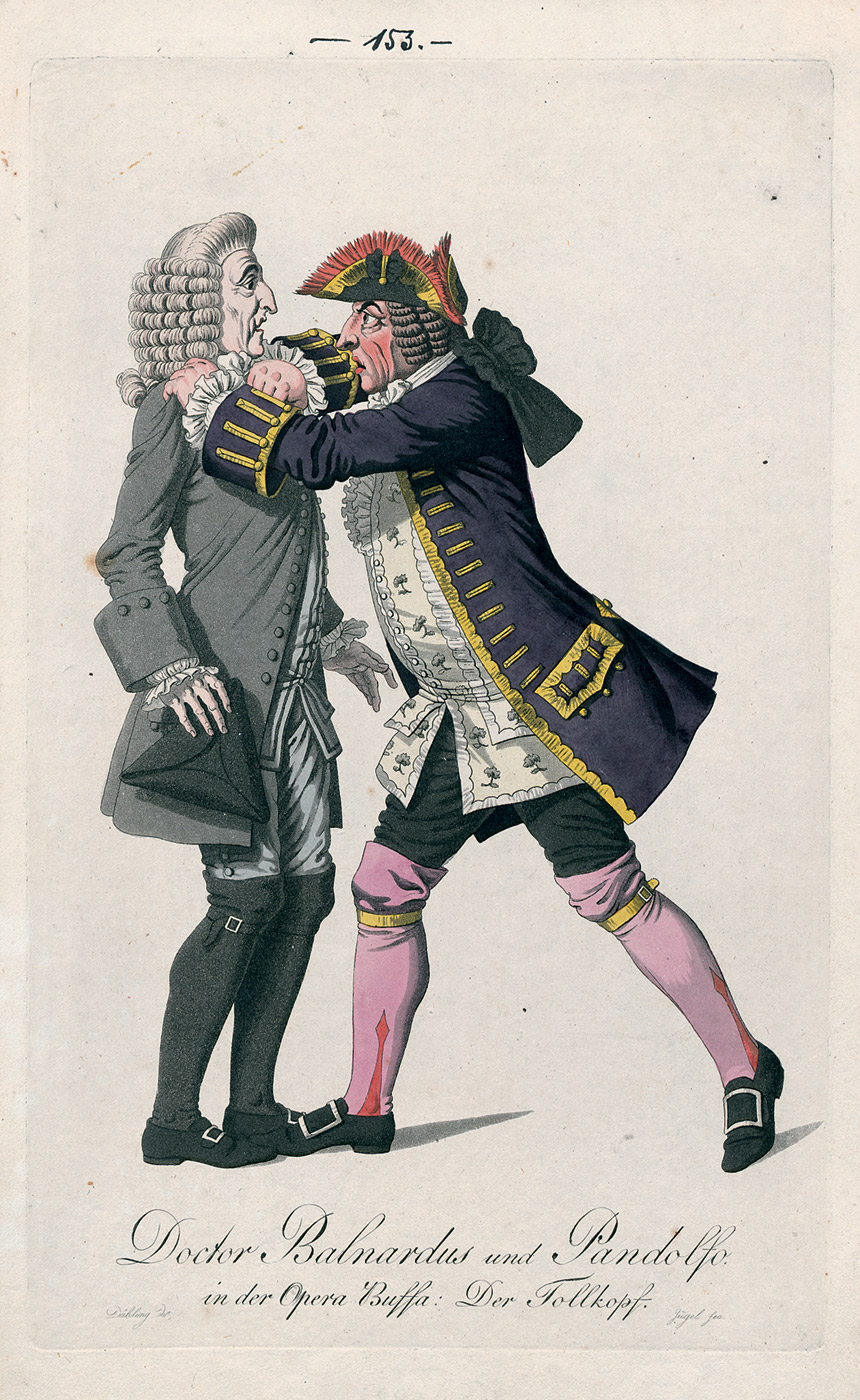
Personajes de ópera bufa

La ópera bufa (del italiano opera buffa, también denominada commedia per musica o dramma giocoso per musica) es una ópera con un tema cómico. Se desarrolló en Nápoles en la primera mitad del siglo XVIII. De allí se difundió hacia Roma y el norte de Italia. Su contraparte estilística es la ópera seria.
El subgénero fue la evolución musical de la ópera y de la llamada ópera seria. Una de las funciones que desempeñaba la ópera en ese momento era aplicar algunas técnicas y estéticas propias de la música seria, como el oratorio y la cantata, en contextos más accesibles para los músicos y el público. La razón para el gran éxito de la ópera en general fue este tipo de acercamiento a temas más populares y entendibles, junto con el acercamiento contemporáneo al teatro, de comprensión relativamente universal. Otros subgéneros que se relacionan con la ópera bufa, en su intención de conectar a una audiencia más amplia, son la zarzuela española, la opéra-comique francesa, el singspiel alemán o la ballad opera inglesa. 
Algunas de las características de la ópera bufa son: recitativos (partes habladas) más extensos para hacerlos más inteligibles, escritos en la lengua del pueblo, no el italiano o el alemán; temas cotidianos o superficiales; y en algunos casos, uso de personajes muy conocidos, como los de la comedia del arte italiana.
Los ejemplos de comedia son muy variados: desde El barbero de Sevilla (1816), de Rossini, hasta Las bodas de Fígaro (1786), de Mozart. 
Otros dos ejemplos de ópera bufa romántica son El elixir de amor (1832) y Don Pasquale (1843), de Donizetti.
El género cayó en desuso a mediados del siglo XIX, y para muchos la última ópera de este género fue Falstaff, compuesta por Verdi en 1893. Los iniciadores del movimiento fueron: Alessandro Scarlatti (Il trionfo dell'onore, 1718, La Dirindina, 1795), Giovanni Battista Pergolesi (La serva padrona, 1733), Nicola Logroscino (Il governatore, 1747) y Baldassare Galuppi (Il filosofo di campagna, 1754). El trabajo de estos, todos operando en Nápoles o Venecia, fue reanudado y ampliado por Niccolò Piccinni (La Cecchina, 1760), Giovanni Paisiello (Nina, 1789) y Domenico Cimarosa (El matrimonio secreto, 1792).

## Historia
Los personajes cómicos habían formado parte de la ópera hasta principios del siglo XVIII, cuando la ópera buffa comenzó a surgir como un género separado, un precursor temprano fue la comedia operística Il Trespolo tutore, de Alessandro Stradella, en 1679. La ópera buffa fue un paralelo desarrollo a la ópera seria, y surgió como reacción a la llamada primera reforma de Apostolo Zeno y Pietro Metastasio. Fue, en parte, pensado como un género con el que el hombre común podría relacionarse más fácilmente. Mientras que la ópera seria era un entretenimiento que estaba hecho para reyes y nobles y representaba a la vez, la ópera bufa estaba hecha para personas comunes con problemas más comunes y las representaba. Por lo general, se evitaba el lenguaje altisonante en favor del diálogo con el que la clase baja se relacionaba, a menudo en el dialecto local, y los caracteres comunes se derivaban a menudo de los de la comedia del arte italiana.
A principios del siglo XVIII, las óperas cómicas a menudo aparecían como breves interludios de un acto conocidos como intermezzi que se realizaban entre actos de ópera seria. Sin embargo, también existían comedias operísticas autónomas. La importancia de la ópera bufa disminuyó durante el período romántico. Aquí, las formas eran más libres y menos extendidas que en el género serio y los números de set estaban enlazados por recitativo secco, con la excepción del Don Pasquale de Donizetti en 1843. Con Rossini se alcanza una distribución estándar de cuatro personajes: una prima donna soubrette (soprano o mezzo); un tenor ligero y amoroso; un bajo cantante o barítono capaz de expresarse líricamente, sobre todo irónica; y un bajo bufo cuyas habilidades vocales, en gran parte limitadas a una articulación clara y el canto silabato (especie de trabalenguas musical, consistente en articular una sílaba por nota a gran velocidad), también deben extenderse al barítono a los efectos de los duetos cómicos.